# Bruno Mendonça
Bruno Mendonça Silva (Santos, 4 de abril de 1985) é um judoca brasileiro, e terceiro sargento da Marinha. Integrante do CEFAN (Centro de educação física Almirante Nunes - (departamento militar esportivo).
Como um dos representantes do país nos Jogos Pan-americanos de 2011, em Guadalajara (México), ganhou a medalha de ouro na categoria até 73 kg do judô 